# Allopterus mayorgai
Allopterus mayorgai là một loài côn trùng trong họ Mesochrysopidae thuộc bộ Neuroptera. Loài này được Nel et al. miêu tả năm 2005.